# Murla
Murla – gmina w Hiszpanii, w prowincji Alicante, we wspólnocie autonomicznej Walencja, o powierzchni 5,81 km². W 2011 roku liczyła 598 mieszkańców.